# Deport
Deport (ang. backwardation) – to warunki rynkowe, w których cena towaru o dostawie w bliższym terminie jest wyższa niż cena towaru o dłuższym terminie dostawy.
Uwaga: W żargonie branżowym backwardation może odnosić się do sytuacji, w której ceny kontraktów futures znajdują się poniżej bieżącej ceny spot.
Backwardation występuje, gdy różnica między ceną terminową a ceną spot jest niższa niż koszt przeniesienia (gdy cena terminowa jest niższa niż cena spot powiększona o przeniesienie) lub gdy arbitraż dostawy nie jest możliwy, ponieważ aktywa nie są obecnie dostępne do zakupu.
Warunki rynkowe przeciwne do normalnego zacofania znane są jako contango. Contango odnosi się do "ujemnej podstawy", gdy przyszła cena jest notowana powyżej oczekiwanej ceny spot.
Termin ten jest czasami stosowany do cen terminowych innych niż ceny kontraktów futures, gdy pojawiają się podobne wzorce cenowe. Na przykład, jeśli wynajem srebra na 30 dni kosztuje więcej niż na 60 dni, można powiedzieć, że stawki wynajmu srebra są "wsteczne". Ujemne renty srebra mogą wskazywać, że banki kruszców wymagają premii za ryzyko przy sprzedaży kontraktów futures na srebro na rynku.

## Przykłady
Znane przykłady zacofania obejmują:
- Miedź około 1990 r, najwyraźniej w wyniku manipulacji rynkiem przez Yasuo Hamanakę z Sumitomo Corporation podczas tak zwanej "sprawy miedzi Sumitomo".
- W 2013 r hurtowy rynek gazu komercyjnego pozostawał w tyle w marcu. Ceny kontraktów 2-letnich spadły poniżej cen kontraktów 1-letnich.

## Normalne backwardation vs backwardation
Termin opóźnienie, gdy jest używany bez kwalifikatora "normalny", może być nieco niejednoznaczny. Chociaż czasami jest używane jako synonim normalnego backwardation (gdzie cena kontraktu futures jest niższa niż oczekiwana cena spot w momencie wygaśnięcia kontraktu), może również odnosić się do sytuacji, w której cena kontraktu futures jest po prostu niższa niż bieżąca cena spot.